# Pterotyphis eos
Pterotyphis eos là một loài ốc biển săn mồi cỡ nhỏ, là động vật thân mềm chân bụng sống ở biển thuộc họ Muricidae, họ ốc gai.

## Phân loài
Một phân loài của loài này đã được định danh:
- Pterotyphis eos paupereques (Powell A W B, 1974)